# Kirche zu Schwaförden

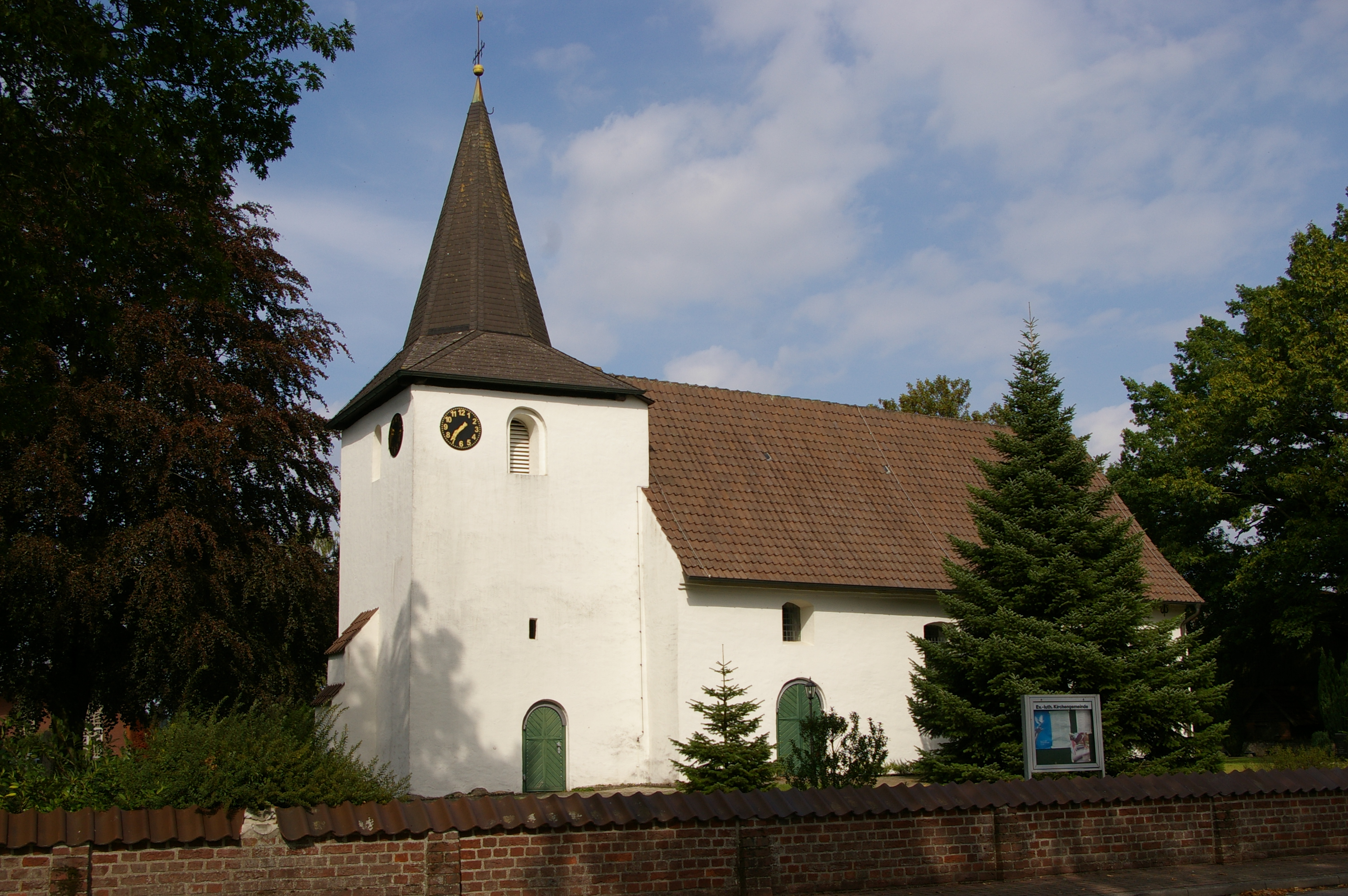
Südseite der Kirche in Schwaförden

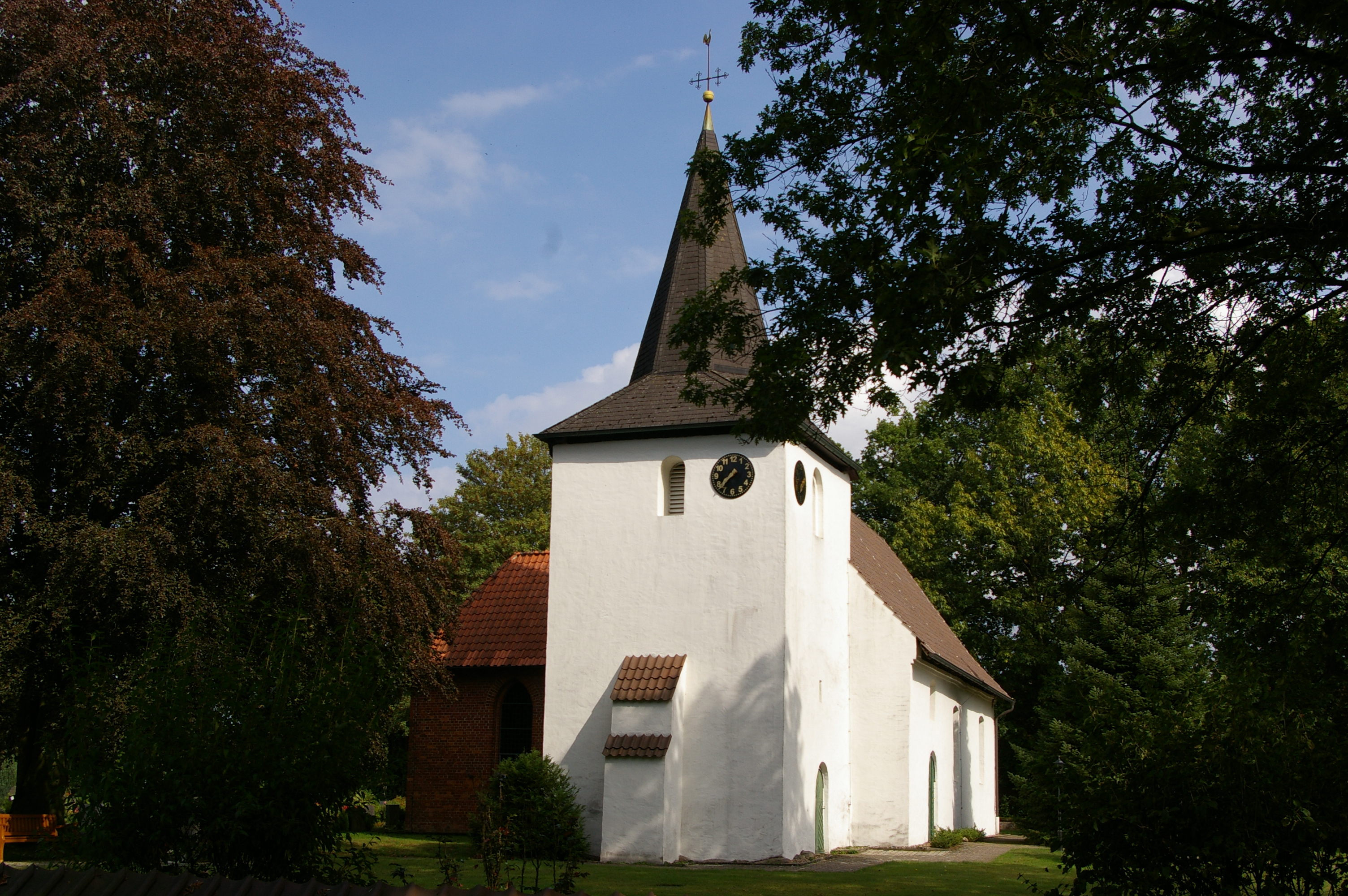
Westfassade der Kirche in Schwaförden

Die Kirche zu Schwaförden ist eine evangelische Kirche in der niedersächsischen Gemeinde Schwaförden (Samtgemeinde Schwaförden). 

## Beschreibung
Die gotische Saalkirche hat einen vorgestellten, gedrungenen Westturm. Dessen Untergeschoss aus Feldsteinen stammt aus der Zeit um 1200. Die übrigen Mauern, die aus verputztem Backstein bestehen, sind rund 100 Jahre jünger. Die Fenster wurden in späterer Zeit verändert. Um das Jahr 1900 erhielt die Nordseite einen zweijochigen Anbau. Im Inneren der Kirche befindet sich zwischen Turm und Schiff ein romanischer Rundbogen.
Die Ausmalung der Kirche stammt vom Anfang des 16. Jahrhunderts. Sie ist verwandt mit der Ausmalung der Kirche in Scholen und in Barenburg. 
Der Taufstein, dessen Fuß ergänzt wurde, stammt aus der Zeit um 1500; er trägt eine spätgotische Inschrift.